# Terniwka (Hajssyn)
Terniwka (ukrainisch Тернівка; russisch Терновка Ternowka, polnisch Ternówka) ist ein Dorf in der historischen Landschaft Podolien im Osten der ukrainischen Oblast Winnyzja mit etwa 1400 Einwohnern (2001).

## Geographische Lage
Die Ortschaft liegt auf einer Höhe von 209 m am Ufer des Tikatsch (Тікач; ein anderer Name lautet Гнилий Ташличок Hnylyj Taschlytschok), einem Nebenfluss des 56 km langen, dem Südlichen Bug zufließenden Udytsch (Удич).
Das ehemalige Rajonzentrum Berschad befindet sich 42 km südwestlich und das Oblastzentrum Winnyzja 150 km nordwestlich vom Dorf. Durch die Ortschaft verläuft die Territorialstraße T–02–02.

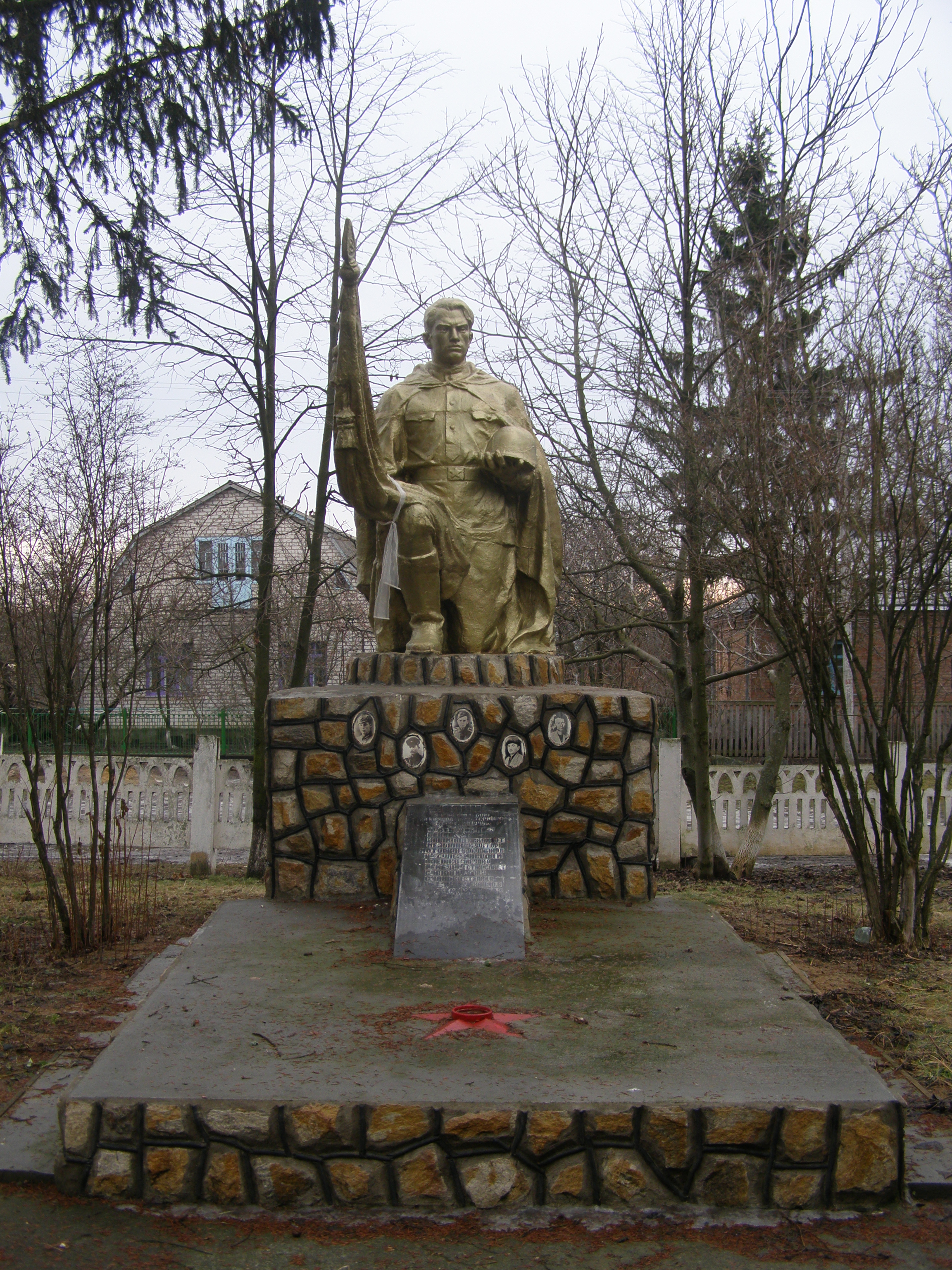
Kriegerdenkmal im Dorf

Am 12. Juni 2020 wurde das Dorf ein Teil Siedlungsgemeinde Dschulynka, bis dahin bildete es die gleichnamige Landratsgemeinde Terniwka (Тернівська сільська рада/Terniwska silska rada) im Nordosten des Rajons Berschad.
Am 17. Juli 2020 kam es im Zuge einer großen Rajonsreform zum Anschluss des Rajonsgebietes an den Rajon Hajssyn.

## Geschichte
In dem am Ende des 16./ Anfang des 17. Jahrhunderts gegründeten Dorf wurden bei Grabungsarbeiten in einer Tiefe von mehreren Metern gemauerte Katakomben zum Schutz der Bevölkerung vor türkisch-tatarischer Überfällen entdeckt. Mit der Zweiten Teilung Polens 1793 fiel das Dorf, wie das restliche Podolien, an das Russische Reich. Kurze Zeit  später wechselte die Bevölkerung des Dorfes vom unierten zum orthodoxen Glauben. Zwischen 1873 und 1895 wurde die kurz vor dem Beginn des Zweiten Weltkrieges zerstörte orthodoxe Kirche der Fürsprache der Heiligen Jungfrau Maria erbaut. In Urkunden des 19. Jahrhunderts wurde Terniwka als Stadt bezeichnet, in der es auch eine größere jüdische Gemeinde gab. Deren Synagoge wurde ebenfalls vor Beginn des Zweiten Weltkrieges zerstört und 2400 Juden am 25. Mai 1942 in der Nähe des Dorfes hingerichtet. Während des Krieges existierte im Dorf ein Kriegsgefangenenlager mit mehr als 2000 Insassen.